# Johann Albert von Regel
Johann Albert von Regel (in russo: Иоанн-Альберт Регель; Zurigo, 12 dicembre 1845 – Odessa, 6 luglio 1908) è stato un medico, botanico e archeologo svizzero naturalizzato russo.

## Biografia
Johann Albert nacque da Eduard August von Regel (1815-1892), che dal 1855 fu capobotanico e direttore dell'orto botanico imperiale di San Pietroburgo.
Studiò medicina a San Pietroburgo, Gottinga, Vienna e Dorpat. Successivamente, fu nominato medico di distretto a Kuldja, nel Turkestan orientale russo (nell'odierna Cina).
Dal 1877 al 1885, condusse escursioni botaniche nel Turkestan e nella regione del Pamir in Asia centrale.
I campioni raccolti durante questi viaggi furono recapitati all'Orto botanico di San Pietroburgo.
Negli anni 1879-1880, intraprese una spedizione a Turfan (Cina), ove descrisse le rovine del monastero e le reliquie buddiste del passato presenti nell'area.
Visitò anche Karategin e Darwaz, oggi rispettivamente nel Badachšan e nel Gorno-Badachšan.

## Opere principali
- Beitrag zur Geschichte des Schierlings und Wasserschierlings, Mosca, 1877.
- Reisen in Central-Asien, 1876-79, in: Dr. A. Petermann, Mittheilungen aus Justus Perthes' Geographischer Anstalt, volume XXV, Justus Perthes, Gotha, 1879, pp. 376-384, 408-417.
- Meine Expedition nach Turfan 1879, in: Dr. A. Petermann, Mittheilungen aus Justus Perthes' Geographischer Anstalt, volume XXVII, Justus Perthes, Gotha, 1881, pp. 380-394.

## Onorificenze
Nel 1891, in suo onore, il genere Aregelia (syn: Nidularium, famiglia: Bromeliaceae) fu così chiamato da Otto Kuntze.